# بريغ ضد بنسلفانيا
بريغ ضد بنسيلفانيا، واسمها الكامل قضية إدوارد بريغ ضد كومونولث بنسيلفانيا، هي قضية في المحكمة العليا للولايات المتحدة حيث قضت المحكمة بأن قانون الرقيق الهارب الفيدرالي (1793) يتجاوز قانون ولاية بنسيلفانيا الذي يحظر أخذ السود من ولاية بنسيلفانيا الحرة إلى ولايات العبودية. ألغت المحكمة إدانة صياد العبيد إدوارد بريغ نتيجة لذلك.
حدثت القضية في عهد الرئيس جون تايلر، وأضعفت إنفاذ قانون الرقيق الهارب لعام 1793 من خلال السماح للولايات بمنع مسؤوليها من التعاون في إعادة العبيد الهاربين. لكنها أكدت سلطة الحكومة الفيدرالية ومسؤوليتها على إعادة العبيد، فمهد ذلك الطريق لقوانين أكثر صرامة في المستقبل تتجاوز قرارات الولايات الخاصة بشأن العبودية. ألغت الولايات الشمالية العبودية بحلول هذا الوقت، وكان معظم مالكي العبيد ممنوعين من جلب العبيد إلى ولايات الشمال، لأنها قالت إنها ستعتبرهم أحرارًا إذا تم جلبهم للشمال. تم لاحقا إقرار قانون الرقيق الهارب لعام 1850 (كجزء من تسوية عام 1850)، الذي طالب الولايات الحرة بدعم جهود القبض على العبيد الهاربين وإعادتهم بمساعدة قوات الأمن خاصتها، وأنه سيفرض العقوبات على من لا يمتثل له.
لم يهتم قرار القضية بمشكلة خطف السود الأحرار في الولايات الحرة وبيعهم كرقيق، فأنشأ سابقة ضمنية بأن السود كانوا يتمتعون بحماية قانونية أقل من البيض.

## القانون الفدرالي
عندما تم إقرار دستور الولايات المتحدة في مارس 1789، احتوت المادة الرابعة القسم الثاني على بندين (بند تسليم المجرمين وبند الرقيق الهارب)  تتعلق بشرعية الهرب من العدالة أو الدائنين أو المالكين أو الوكالات الأخرى عبر حدود الولاية، لكنهما لم يذكرا العبودية مباشرة:
- «يتعين تسليم الشخص المتهم في أي ولاية بالخيانة أو الجناية أو غير ذلك من الجرائم، والذي يهرب من العدالة ويُعثر عليه في ولاية أخرى، بناءً على طلب من السلطة التنفيذية للولاية التي فر منها، ليتم تسليمه إلى الدولة التي تقع الجريمة في صلاحيتها».
- «لا يجوز لأي شخص مرتبط بخدمة أو عمل في إحدى الولايات بموجب قوانينها، إذا فر إلى ولاية أخرى، أن يتم إعفاؤه من هذه الخدمة أو العمل نتيجة لأي قانون أو لائحة فيها؛ ولكن يجب تسليمه بناءً على طلب الطرف الذي توفى له الخدمة أو العمل». (تم استبدال هذا البند بالتعديل الثالث عشر،[5] الذي تم التصديق عليه في 6 ديسمبر 1865).

في 12 فبراير 1793، أقر الكونغرس قانون الرقيق الهارب لعام 1793، الذي كان عنوانه الطويل «قانون يتعلق بالهاربين من العدالة، والأشخاص الفارين من خدمة أسيادهم». 

## قانون الولاية
في 29 مارس 1788، أقرت ولاية بنسيلفانيا تعديلاً على أحد قوانينها (قانون للإلغاء التدريجي للعبودية، والذي تم إصداره أصلاً في 1 مارس 1780): «لن يتم إبعاد أي من الرقيق الزنوج أو الخلاسيين من هذه الولاية، وذلك بغاية وقصد أن مكان إقامة هذا العبد أو الخادم سيتغير».
في 25 مارس 1826، أصدرت ولاية بنسيلفانيا قانونًا آخر:

## الخلفية
في عام 1832، انتقلت امرأة سوداء تدعى مارغريت مورغان من ولاية ماريلاند إلى ولاية بنسيلفانيا. ولدت مارغريت في العبودية وامتلكها جون أشمور، وعاشت في ماريلاند حياة حرة ولكن السيد أشمور لم يعتقها بشكل رسمي. قرر ورثة أشمور أن يطالبوا بها كأمة واستأجروا صياد العبيد إدوارد بريغ لاستعادتها.
في 1 أبريل 1837، قاد بريغ هجومًا واختطف مورغان من مقاطعة يورك بولاية بنسيلفانيا. أخذ فريقه مورغان إلى ماريلاند، وكانوا يعتزمون بيعها كأمة (تم أسر أطفالها وبيعهم رغم أن أحدهم ولد حرا في بنسيلفانيا). تمت محاكمة الرجال الأربعة المتورطين في عملية الاختطاف بموجب قانون عام 1826. أقر بريغ بأنه غير مذنب وجادل بأنه تم تعيينه من قبل ورثة أشمور لاعتقال مورغان وإعادتها إلى ممتلكاتهم في ماريلاند. صدر حكم بالقضية في 22 مايو 1839، وأدانته محكمة مقاطعة يورك بانتهاك قانون الولاية.
استأنف بريغ أمام المحكمة العليا للولايات المتحدة على أساس أن قانون ولاية بنسيلفانيا لا يتجاوز القانون الفدرالي أو الدستور الأمريكي؛ كان قانون الرقيق الهارب والمادة الرابعة من الدستور تتعارض مع قانون ولاية بنسيلفانيا لعام 1788. وبدأت قضية بريغ ضد بنسيلفانيا، (رمز 41 U. S. 539 عام 1842). 
جادل بريغ ومحاموه بأن قوانين بنسيلفانيا لعام 1788 و 1826 غير دستورية:
- أولاً، بسبب الأمر المنصوص عليه في المادة الرابعة من دستور الولايات المتحدة بأنه لا يجوز إخلاء أي شخص محتجز للخدمة أو العمل في إحدى الولايات من تلك الأعمال إذا فر إلى ولاية أخرى، ويجب تسليمهم بناءً على مطالبة الطرف الذي تستحق له هذه الخدمة أو العمل.
- ثانياً، لأن التشريعات الفدرالية، كتلك التي أقرها الكونجرس بقانون عام 1793، تتجاوز أي قانون للولايات.

ونتيجة لذلك، قالوا إن قانون بنسيلفانيا لعام 1788، ينبغي إلغاؤه بجميع أحكامه المنطبقة على هذه القضية. كان السؤال هو ما إذا كان قانون ولاية بنسيلفانيا ينتهك الضمان الدستوري لعودة العبيد الهاربين وقانون الكونغرس لعام 1793.

## القرار
كتب القاضي جوزيف ستوري نقضه للإدانة واعتبر أن قانون ولاية بنسيلفانيا غير دستوري لأنه حرم أصحاب العبيد من حقهم في استعادة عبيدهم بموجب الدستور والقانون، بما يلغي قانون الولاية بموجب بند السيادة. كتب ستة قضاة آراء منفصلة.
ورغم أن ستوري قضى بأن قوانين ولاية بنسيلفانيا غير دستورية، إلا أن رأيه ترك الباب مفتوحًا أمام الولاية لمنع مسؤوليها من التعاون في إعادة العبيد الهاربين. على أنه لا يمكن أن تتعارض قوانين الولاية مع حق أصحاب العبيد في الذهاب إلى ولاية أخرى واستعادة العبد الهارب من خلال جهودهم الخاصة، طالما لم يرتكب السيد أي خرق للسلام.
أشار خمسة من قضاة المحكمة العليا السبعة (بمن فيهم ستوري) إلى الرأي السائد وقتها بأن الولايات الجنوبية لم تكن لتوافق على دستور الولايات المتحدة ما لم يتضمن شرط الرقيق الهارب. منذ ذلك الحين جادل المؤرخون مثل دون فيرينباكر بأن هناك أدلة تاريخية قليلة على ذلك.

## التأثير
كان رأي ستوري في القضية عاملاً مساعداً لسنّ عدد من قوانين الحرية الشخصية في بنسيلفانيا وغيرها من الولايات الشمالية. منعت القوانين مسؤولي الولاية من التدخل بشؤون العبيد الهاربين بأي صفة. لا يمكن القبض على أي عبد هارب أو سجنه من قبل الولاية، ولا يمكن النظر في تلك القضايا في محاكم الولايات، ولا يمكن تقديم أي مساعدة من جانب مسؤولي الولاية لمن يرغب في استعادة العبيد. ظل قانون الرقيق الهارب قائما، لكن لم يطبقه سوى العملاء الفدراليون. عرف هذا باسم «العقيدة المناهضة للقيادة».
اعتبر الولايات الجنوبية هذا الرفض للقانون انتهاكًا فاضحًا للاتفاق الفدرالي. اشتكى السناتور جون كالهون من ولاية كارولينا الجنوبية من أن قوانين الحرية الشخصية الجديدة «جعلت ملكية العبيد غير آمنة تمامًا» وتشكل «انتهاكًا صارخًا لروح الدستور الأمريكي».[استشهاد منقوص البيانات]
أدى التوتر المتزايد على مستوى العبودية إلى وضع تسوية عام 1850، والتي غطت العديد من القضايا المتعلقة بوضع الأراضي المكتسبة في الحرب المكسيكية الأمريكية: سمح الجنوب لكاليفورنيا بالدخول إلى الاتحاد كولاية ة حرة، لكن يتعين على الولايات الشمالية أن توافق على تعزيز قانون الرقيق الهارب وإنفاذه في الولايات الحرة، حيث يجب أن يتعاون المسؤولون في القبض على العبيد الهاربين وإعادتهم داخل حدودهم.
اضطر الجنوب إلى التطلع إلى الحكومة الفدرالية لإيجاد حل وطني. وقد تعهدت المحكمة العليا مقدماً بدعم هذا الحل رغم إدراكها أن العديد من الأشخاص في الشمال سيحتشدون ضده. بالإضافة إلى ذلك، بدأ الناس يعتقدون أن المحكمة كانت تريد تهدئة البلبلة المتزايدة على مسألة العبودية.
انتقد حزب الحرية في عام 1843 قرار بريغ ضد بنسيلفانيا. قال إن هذا الحكم ألغى حق المثول أمام القضاء للسود الأحرار، وأزال «حماية القانون الكاملة للحرية الشخصية».

## قراءات أخرى
- Burke, Joseph C. "What Did the Prigg Decision Really Decide?" Pennsylvania Magazine of History and Biography, Vol. 93, No. 1 (January, 1969), pp. 73–85 in JSTOR
- Goldstein, Leslie Friedman, “A ‘Triumph of Freedom’ after All? Prigg v. Pennsylvania Re-examined,” Law and History Review, 29 (Aug. 2011), 763–96.
- Nogee, Joseph. "The Prigg Case and Fugitive Slavery, 1842-1850," Journal of Negro History Vol. 39, No. 3 (July, 1954), pp. 185–205 in JSTOR

## وصلات خارجية
- Text of Prigg v. Pennsylvania, 41 U.S. [الإنجليزية]‏ (16 Pet.) 539 (1842) is available from:  CourtListener  Findlaw  Justia  Library of Congress  OpenJurist
- Maryland State Archives: Legacy of Slavery